# La Bohème (canción)

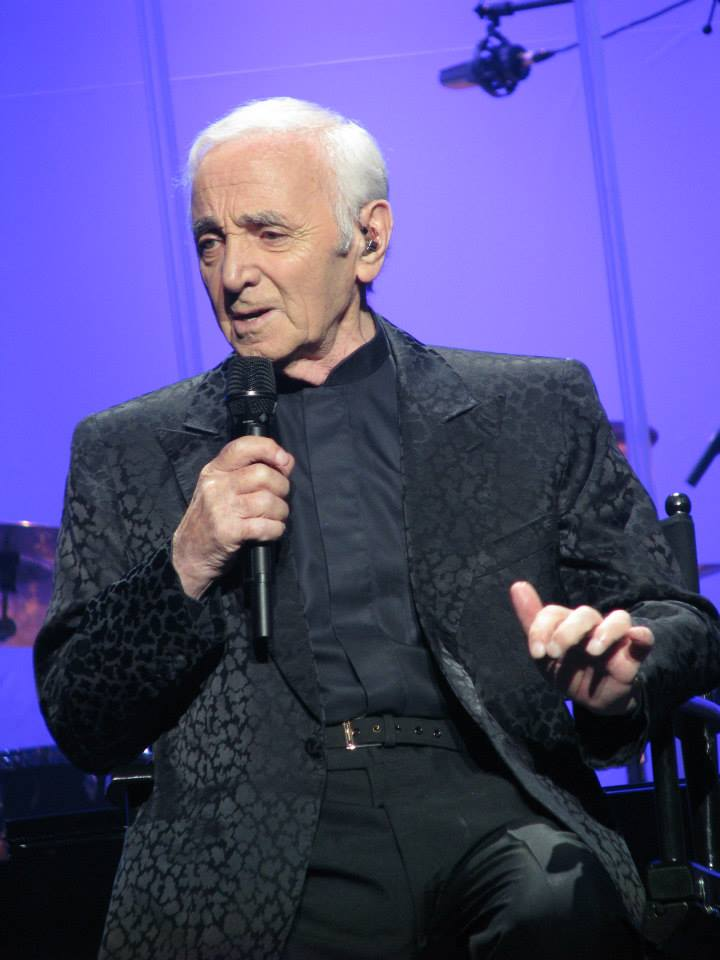
Charles Aznavour en 2014.

«La Bohème» ("La bohemia") es una canción francesa escrita por Jacques Plante y el artista armenio-francés Charles Aznavour. Publicada en 1965, la grabó por primera vez Aznavour en 1966. Es la canción firma de Aznavour, así como una de las canciones  más populares en francés, y una canción básica de la lengua francesa. También se han grabado versiones en italiano, en español, en inglés y en alemán, así como una rara grabación en portugués. La ejecutaba prácticamente en todos sus conciertos. 
La presentó más adelante en inglés Dubstar, que incluía su versión de una pista de relleno para el lanzamiento de su sencillo No More Talk.
En el 2004, Jason Kouchak grabó una versión de esta canción para el cumpleaños número 80 de Aznavour.
En el 2005, la cantante Mafalda Arnauth grabó una versión de un fado portugués de esta canción, en su cuarto álbum, Diário.